# Falkon (sprzęt laboratoryjny)

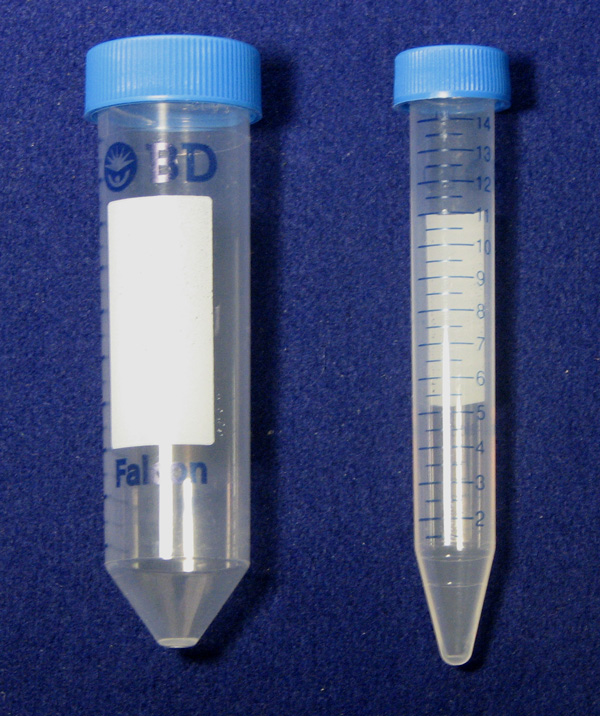
Falkony - po lewej 50 ml i po prawej 15 ml

Falkon (też falkonka, probówka Falkona, a także od nazwy innego producenta corning, właściwie probówka wirówkowa) – potoczna nazwa dla jednorazowych probówek wirówkowych wykonanych z tworzywa sztucznego. Używa się ich głównie laboratoriach biochemicznych i biologii molekularnej. Wykonane są najczęściej z przejrzystego polipropylenu lub polistyrenu, w przekroju są okrągłe i na dole zwężają się stożkowato. Posiadają zakrętkę, dzięki której można je hermetycznie zamknąć.
Najbardziej popularne są falkony o pojemności 15 ml i 50 ml.
Zależnie od przeznaczenia, tworzywo z którego są wykonane, ma różne właściwości. W wersji podstawowej jest bezzapachowe, obojętne chemicznie, odporne na większość substancji chemicznych (poza rozpuszczalnikami organicznymi), dobrze znosi podwyższone temperatury (autoklawowanie), nieźle znosi zamrażanie. Wytrzymuje wirowanie przy siłach rzędu kilkuset G. Tworzywo jest apyrogenne i pozbawione skażeń substancjami pochodzenia organicznego (DNA, RNA etc.). W innych wersjach może być bardziej wytrzymałe chemicznie (np. na rozpuszczalniki organiczne), mechanicznie oraz wytrzymywać drastyczniejsze zmiany temperatur. Falkony zwykle dostarczane są sterylne w zbiorczych opakowaniach.
Uniwersalność falkonów sprawiła, że oprócz wirowania znajdują zastosowanie jako naczynia do przechowywania różnych substancji oraz naczynia reakcyjne. W falkonach można też prowadzić hodowle mikrobiologiczne.
Nazwa falkon pochodzi od najbardziej rozpowszechnionych produktów firmy BD Biosciences linii „Falcon”, podobnie jak nazwa corning od firmy Corning Inc..
Pomimo tego, że obecnie ten typ probówek oferuje wielu producentów, ich wymiary są ujednolicone do istniejących standardów, tak by falkony były kompatybilne z innymi urządzeniami laboratoryjnymi, jak wirówki czy stojaki probówkowe.